# Relaciones España-Uruguay
Las Relaciones España-Uruguay se refiere a las relaciones bilaterales entre el Reino de España y la República Oriental del Uruguay. Las relaciones hispano-uruguayas son excelentes y con una agenda bilateral
muy extensa. Uruguay es un socio cercano y confiable de España, y ambos países comparten su pertenencia al sistema de Cumbres Iberoamericanas.

## Historia

### Colonización española
España era la potencia imperial de muchas regiones de América del Sur, incluyendo lo que se conoce como Banda Oriental. En 1726, Bruno Mauricio de Zabala, el gobernador español de Buenos Aires fundó Montevideo, que pronto se convirtió en un importante puerto de la Armada española. En 1516, el primer europeo en llegar al actual Uruguay fue el explorador español Juan Díaz de Solís. En 1526, el explorador Sebastián Caboto nombró la tierra Banda Oriental, sin embargo, no estableció ningún asentamiento en la tierra ya que creía que era poco atractivo para el asentamiento. En la década de 1620, los misioneros jesuitas y franciscanos establecieron las primeras misiones en Banda Oriental. A fines del siglo XVII, los colonos españoles llegaron a Banda Oriental para la cría de ganado. En 1776, Banda Oriental se convirtió oficialmente en parte del Imperio español y fue gobernada desde el Virreinato del Río de la Plata con sede en Buenos Aires.

### Independencia
En 1810, un movimiento por la independencia estalló en Buenos Aires e influyó en el movimiento por la independencia en Banda Oriental. En 1811, el general José Gervasio Artigas dirigió el movimiento de independencia en Banda Oriental y levantó un ejército y luchó contra las tropas españolas en el territorio. En mayo de 1811, el general Artigas libró una exitosa batalla contra las tropas españolas conocida como la Batalla de Las Piedras. Más tarde, el general Artigas fue visto como una amenaza por los comandantes en Buenos Aires, quienes vieron a la Banda Oriental como una provincia del Río de la Plata y no como un territorio separado. En 1820, los comandantes de Buenos Aires aceptaron cuando las fuerzas brasileñas portuguesas tomaron la Banda Oriental y obligaron a Artigas al exilio.
En 1825, los Treinta y Tres Orientales entraron en Uruguay y lucharon contra las tropas brasileñas. En 1828 se firmó un tratado entre Brasil y la Argentina que permitió que la Banda Oriental se convirtiera en una nación independiente. El nuevo país se conocería entonces como "Uruguay".

### Post independencia
España reconoce la independencia de Uruguay en 1845, momento en que el país se encontraba dividido por la Guerra Grande, las negociaciones se llevan a cabo a cargo de Juan Francisco Giró, funcionario del Gobierno del Cerrito y partidario de Manuel Oribe, por lo que España reconoció no solo la independencia de Uruguay, sino también al Gobierno del Cerrito por sobre el Gobierno de la Defensa.

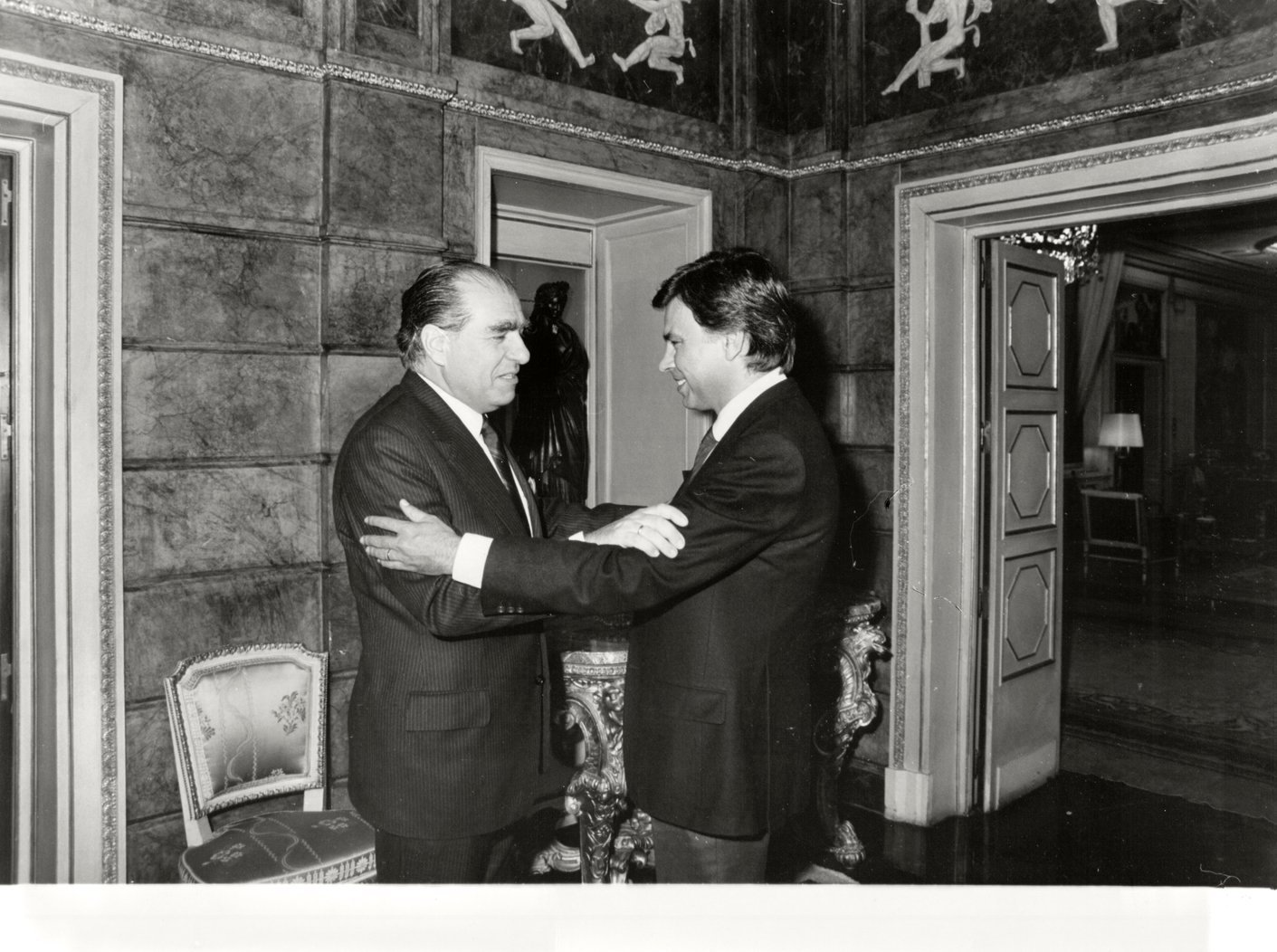
Presidente del Gobierno español, Felipe González, recibe al Presidente uruguayo, Julio María Sanguinetti en Madrid; 1989.

El 19 de julio de 1870, España y Uruguay establecieron relaciones diplomáticas y firmaron un Tratado de Paz y Amistad en que España ratificó el acuerdo anterior de 1845. Después del establecimiento de relaciones diplomáticas, miles de españoles emigraron a Uruguay. En 1908, más del 30% de la población uruguaya nació en España.
El 22 de septiembre de 1936, el gobierno de Uruguay rompió relaciones diplomáticas con España, retirando a sus representantes y clausurando sus legaciones, como respuesta al asesinato de dos ciudadanas uruguayas por parte de milicias republicanas. Las víctimas, Dolores y Consuelo Aguiar-Mella se encontraban vinculadas al Instituto de Hijas de María Religiosas de las Escuelas Pías, y eran hermanas de Teófilo Aguiar-Mella, quien se desempeñaba como vicecónsul honorario de Uruguay. Sus cuerpos fueron hallados con signos de violencia, y su identificación fue posible gracias a los brazaletes con los colores nacionales de Uruguay que llevaban consigo.
Durante la guerra civil española, aproximadamente 70 uruguayos lucharon en la brigada internacional contra la Facción nacionalista. El presidente uruguayo Gabriel Terra reconoció al gobierno de Francisco Franco. Entre 1946 y 1958, más de 37,000 ciudadanos españoles inmigraron al Uruguay. La mayoría de los inmigrantes españoles llegaron a Uruguay para escapar de la pobreza en España. Algunos de ellos también eran refugiados políticos que huían de la dictadura de Franco.
Las relaciones bilaterales se intensificaron durante el siglo XX. En 1983, los reyes españoles, Juan Carlos I y Sofía de Grecia, realizaron una visita oficial al Uruguay, que fue influyente en el fin de la dictadura cívico-militar. Felipe González asistió a la inauguración del presidente Julio María Sanguinetti el 1 de marzo de 1985; después de eso, Felipe, Príncipe de Asturias, ha asistido por lo general del mando presidencial en representación de España. En 1996, otra visita del rey Juan Carlos se llevó a cabo y una vez más en noviembre de 2006 para asistir a la 16.ª Cumbre Iberoamericana que se celebró en Montevideo.

Varios países latinoamericanos, entre ellos Uruguay, han sido acusados de refugiar a miembros de la organización terrorista ETA buscados en España y Francia, siendo Canadá y Estados Unidos los únicos países americanos que clasificaron esta organización como grupo terrorista. 

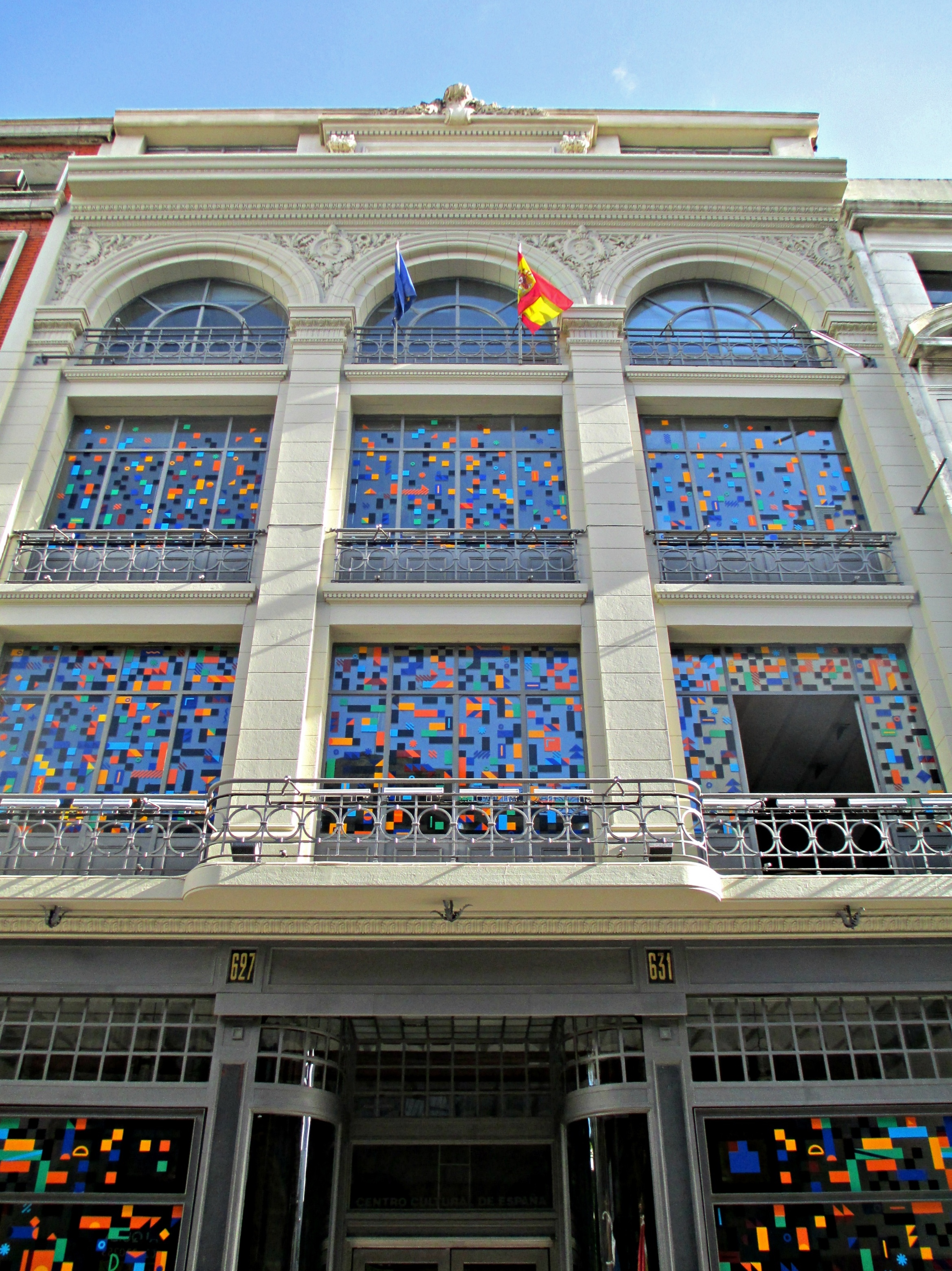
Centro Cultural de España en Montevideo.

En mayo de 2013, el expresidente uruguayo, José Mujica, hizo una visita oficial a varios países, entre ellos España.
En noviembre de 2016, el presidente uruguayo, Tabaré Vázquez, afirmó que las relaciones entre España y Uruguay son excelentes y que profundizan los acuerdos sociales, en ciencia y tecnología. Sobre el relacionamiento Mercosur–UE, Vázquez explicó que España “está fuertemente lanzada a apoyar ese intercambio comercial entre los bloques”. En abril de 2017, el presidente del Gobierno español, Mariano Rajoy, hizo una visita oficial a Uruguay. En la reunión que mantuvo con el presidente uruguayo, Tabaré Vázquez, abordaron las intenciones compartidas de impulsar el tratado de libre comercio en negociación entre el Mercosur y la UE.
En febrero de 2020, el rey de España, Felipe VI, fue recibido por el presidente uruguayo, Luis Lacalle Pou, en su toma de posesión. En febrero de 2022, ambos países buscaron impulsar el desarrollo económico y social.

## Cooperación cultural
Uruguay cuenta con un Centro Cultural de España y un Centro de Formación de la Cooperación Española en Montevideo. En marzo de 2021, el embajador de España en Uruguay, José Javier Gómez-Llera, afirmó que las relaciones entre ambos países son excelentes y que permanecen unidos por muchas razones: por la historia, por los movimientos migratorios ocurridos en diferentes etapas, por mantener viva la cultura, y por el más importante sello de identidad: su lengua común.

## Organizaciones multilaterales
Ambos países son miembros de la ABINIA, la ASALE, la AICO, la BIPM, el CAF, la CEPAL, el CERLALC, la COMJIB, la COPANT, la FELABAN, la Fundación EU-LAC, el IICA, la OEI, la OISS, la OIJ, la ONU y la SEGIB.

## Relaciones bilaterales
Con los años, ambas naciones han firmado numerosos acuerdos, como el Tratado de Reconocimiento, Paz y Amistad entre la República Oriental del Uruguay y el Reino de España (1870), un Tratado de Arbitraje (1922); Tratado de Comercio (1957); Eliminación de visas (1961); Tratado de Intercambios Culturales (1964); Acuerdo de turismo (1969); Acuerdo de Energía Atómica para Fines Pacíficos (1979); Acuerdo de Protección de Inversiones (1992); Tratado de Extradición (1996); Acuerdo para evitar la doble imposición (2011) y un Acuerdo de cooperación en defensa (2015).

## Transporte
Hay vuelos directos entre Madrid y Montevideo con Air Europa e Iberia.

## Misiones diplomáticas residentes
- España tiene una embajada en Montevideo.[23]
- Uruguay tiene una embajada en Madrid y consulados-generales en Barcelona, Las Palmas de Gran Canaria, Santiago de Compostela y Valencia.

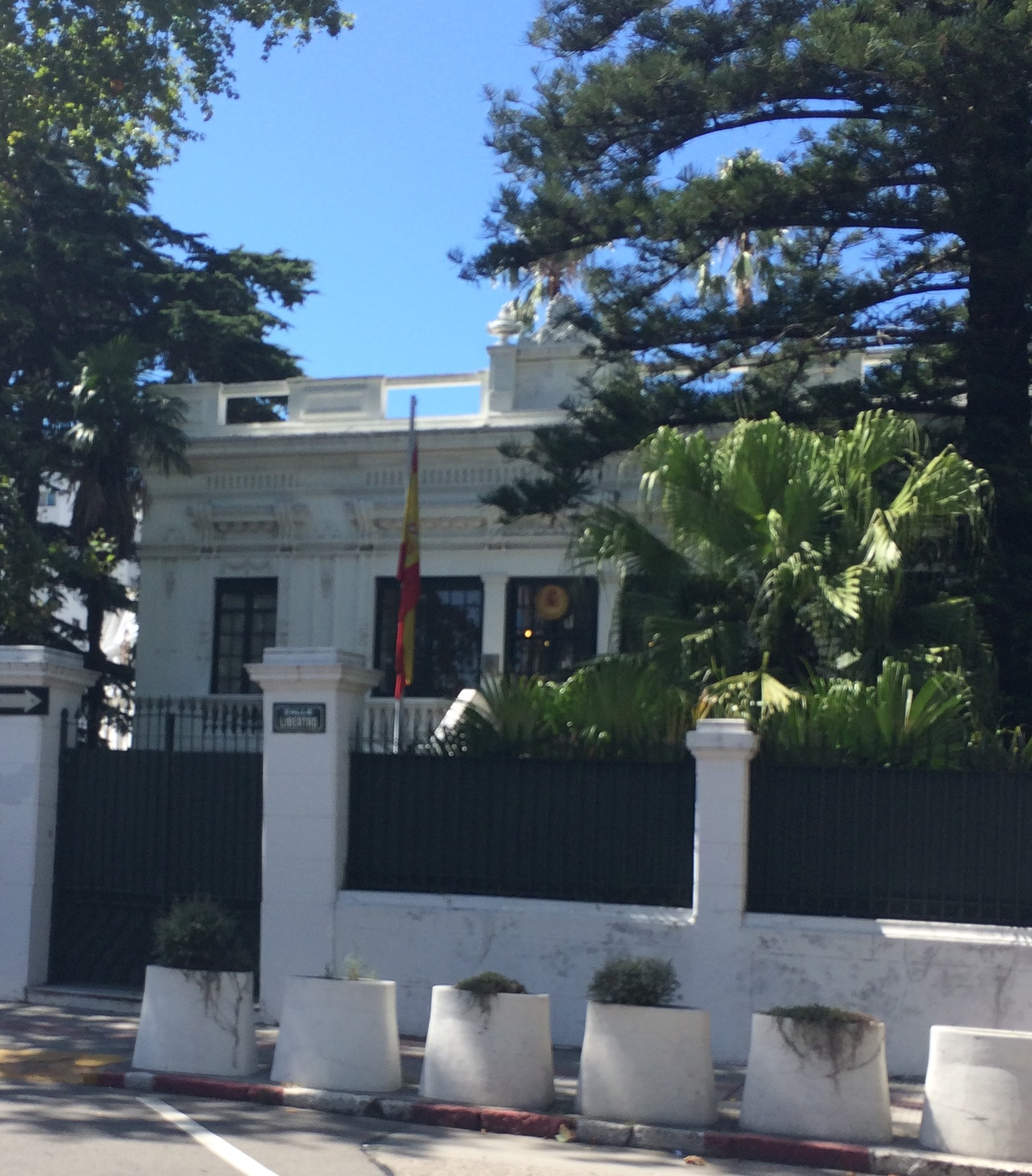
Embajada de España en Montevideo.
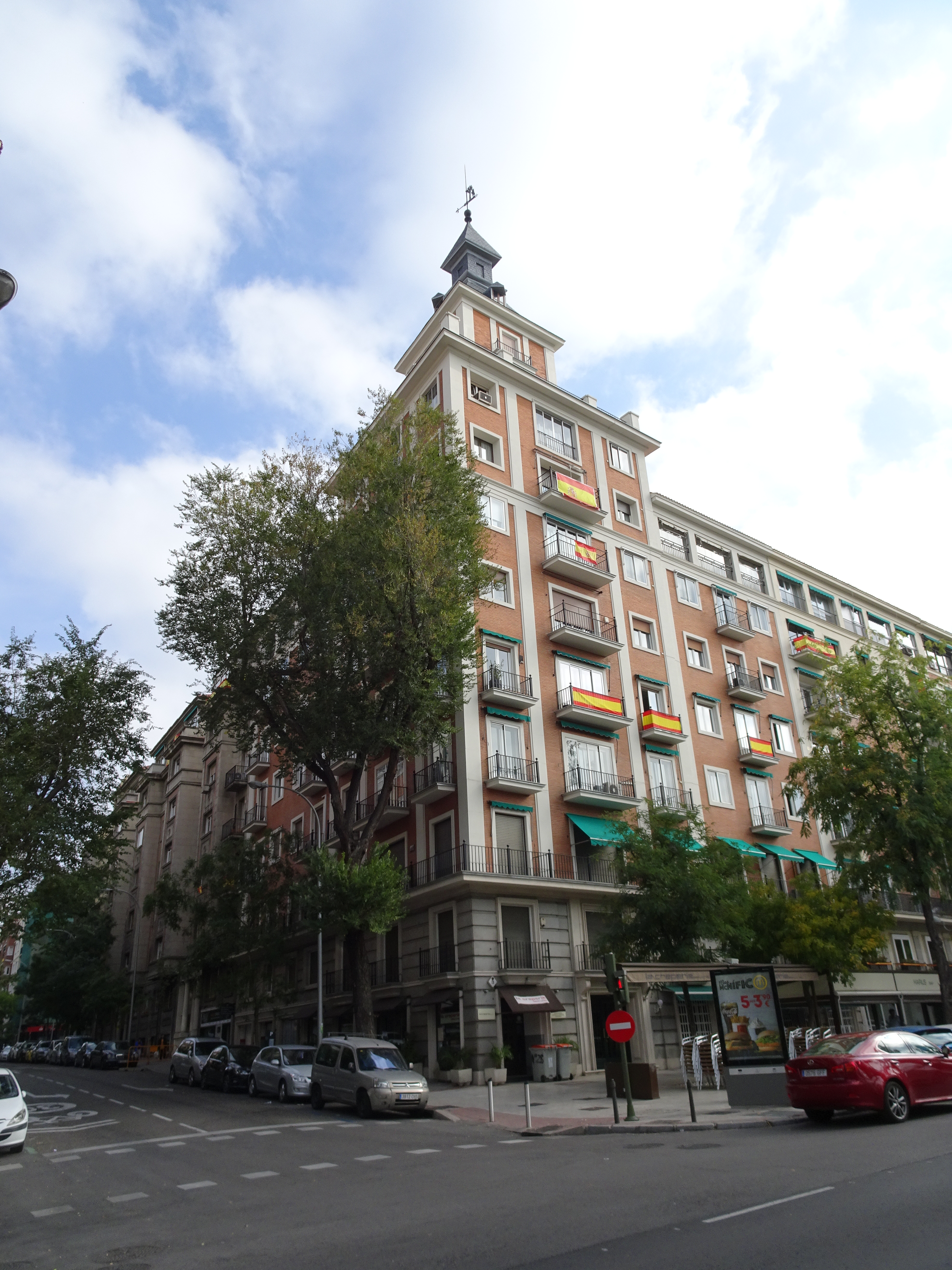
Edificio alojando a la Embajada de Uruguay en Madrid.
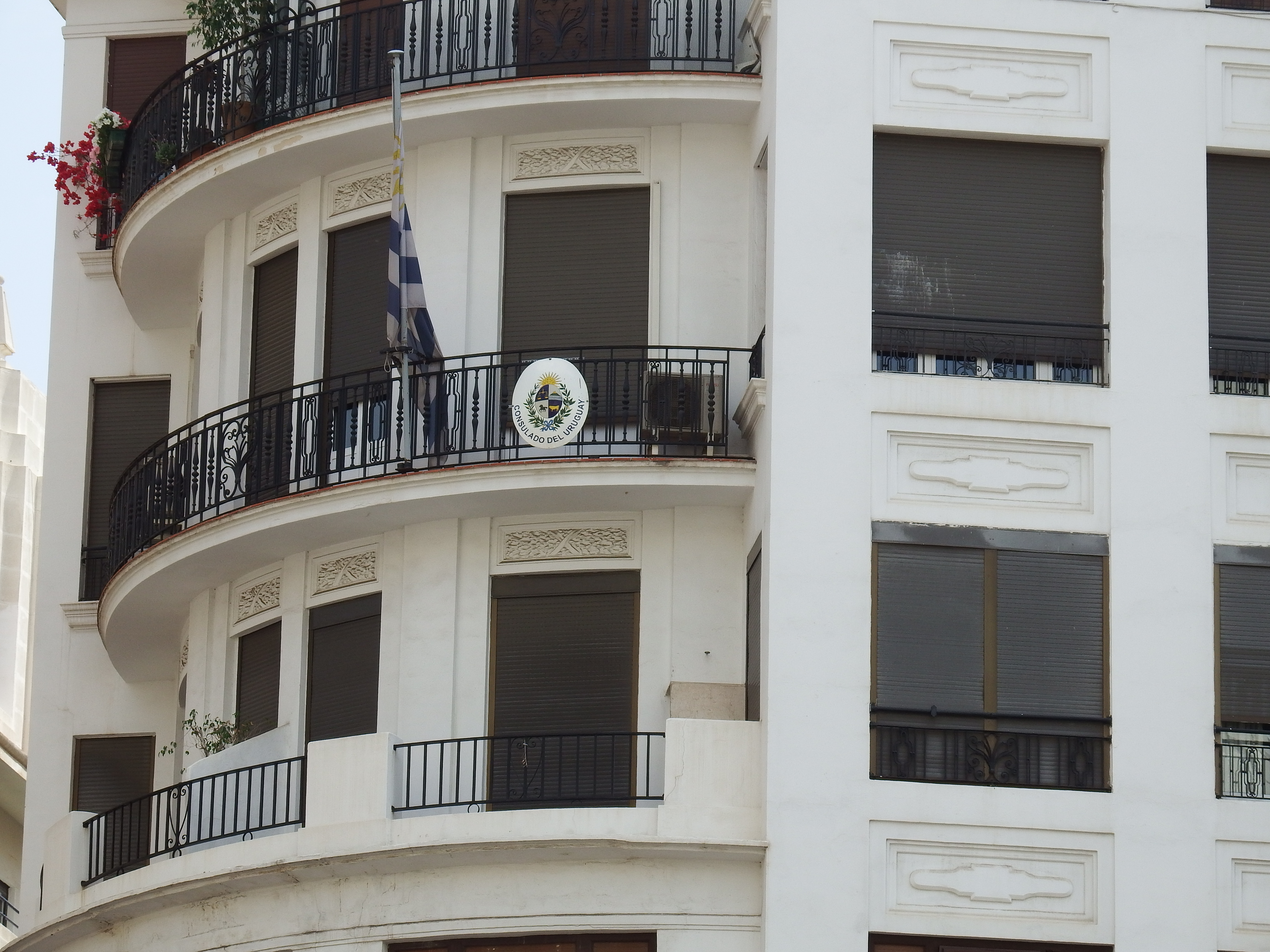
Consulado-General de Uruguay en Valencia.